# Piero Colonna
Piero Colonna (né le 23 mai 1891 à Rome, mort le 24 août 1939) est un homme politique italien. Il est gouverneur de Rome de novembre 1936 à août 1939.

## Biographie
Fils de Prospero Colonna, sénateur et deux fois gouverneur de Rome, il fait des études d'économie; il participe à la Première Guerre mondiale en tant qu'officier d'artillerie. Il adhère en 1921 au Parti national fasciste puis est nommé président de la Province de Rome en 1930. Il est gouverneur de Rome en 1936. Sous son mandat il supervise en 1937-1938 des fouilles archéologiques qui permettent de dégager le  Mausolée d'Auguste et de reconstituer l'autel de l'Ara Pacis.

## Source
- I sindaci capitolini - Piero colonna sur www.mediatecaroma.it (consulté le 7 janvier 2015)